# Celestus cyanochloris
Celestus cyanochloris е вид влечуго от семейство Слепоци (Anguidae). Видът не е застрашен от изчезване.

## Разпространение и местообитание
Разпространен е в Коста Рика.
Обитава гористи местности, национални паркове, планини, възвишения и храсталаци.